# Beedeville
Beedeville é uma cidade  localizada no estado americano de Arkansas, no Condado de Jackson.

## Demografia
Segundo o censo americano de 2000, a sua população era de 105 habitantes. 
Em 2006, foi estimada uma população de 99, um decréscimo de 6 (-5.7%).

## Geografia
De acordo com o United States Census Bureau, a localidade tem uma área de 3,2 km², sem área coberta por água. Beedeville localiza-se a aproximadamente 67 m acima do nível do mar.

## Localidades na vizinhança
O diagrama seguinte representa as localidades num raio de 24 km ao redor de Beedeville. 